# Bussac-Forêt
Bussac-Forêt è un comune francese di 978 abitanti situato nel dipartimento della Charente Marittima nella regione della Nuova Aquitania.

## Società

### Evoluzione demografica
Abitanti censiti